# Tomas Maronesi
Tomas Maronesi (tiếng Trung: 杜馬思; sinh ngày 7 tháng 4 năm 1985), thường được biết với tên Tomas, là một cầu thủ bóng đá người Brasil hiện tại thi đấu cho Yuen Long.

## Sự nghiệp câu lạc bộ
Sau khi không thể có thành công ở Brasil, Tomas ký hợp đồng với Biu Chun Rangers của Hồng Kông First Division năm 2013. Anh có màn ra mắt cho câu lạc bộ trong trận hòa 2–2 với Yuen Long.

## Danh hiệu
Yuen Long
- Hồng Kông Senior Shield: 2017–18